# Linia kolejowa nr 582
Linia kolejowa nr 582 Czarnca – Włoszczowa Północ – pierwszorzędna, zelektryfikowana, jednotorowa linia kolejowa znaczenia państwowego łącząca posterunek odgałęźny Czarnca na linii kolejowej nr 61 ze stacją Włoszczowa Północ na Centralnej Magistrali Kolejowej.
Przetarg na zaprojektowanie linii został ogłoszony przez PKP PLK we wrześniu 2016 r., a w sierpniu rozpoczęto procedurę przetargową na budowę. We wrześniu 2017 r. ogłoszono wybór najkorzystniejszej oferty, a w grudniu tego samego roku podpisano umowę z wykonawcą. Na początku lipca 2018 r. rozpoczęto prace przy budowie linii. Jako termin oddania linii do ruchu zaplanowano grudzień 2019 roku. Ze względu na problemy z podziałem działek prace rozpoczęły się pod koniec 2020 roku, a jako nowy termin otwarcia inwestor wskazał pierwszą połowę 2022 r.. Ostatecznie linia została oddana do użytku 11 grudnia 2022.